# Municipio de Gill (Indiana)
El municipio de Gill (en inglés: Gill Township) es un municipio ubicado en el condado de Sullivan en el estado estadounidense de Indiana. En el año 2010 tenía una población de 871 habitantes y una densidad poblacional de 5,51 personas por km².

## Geografía
El municipio de Gill se encuentra ubicado en las coordenadas 39°1′24″N 87°30′14″O / 39.02333, -87.50389. Según la Oficina del Censo de los Estados Unidos, el municipio tiene una superficie total de 158.2 km², de la cual 155,69 km² corresponden a tierra firme y (1,58 %) 2,51 km² es agua.

## Demografía
Según el censo de 2010, había 871 personas residiendo en el municipio de Gill. La densidad de población era de 5,51 hab./km². De los 871 habitantes, el municipio de Gill estaba compuesto por el 98,85 % blancos, el 0,57 % eran amerindios, el 0,11 % eran de otras razas y el 0,46 % eran de una mezcla de razas. Del total de la población el 1,38 % eran hispanos o latinos de cualquier raza.